# رایان اشفورد
رایان اشفورد (انگلیسی: Ryan Ashford؛ زادهٔ ۱۳ اکتبر ۱۹۸۱) بازیکن فوتبال اهل بریتانیا است.
از باشگاه‌هایی که در آن بازی کرده‌است می‌توان به باشگاه فوتبال شولینگ، باشگاه فوتبال ایستلی، باشگاه فوتبال تورکی یونایتد، باشگاه فوتبال ویموث، باشگاه فوتبال ساوت‌همپتون، و باشگاه فوتبال لیمنگتون اشاره کرد.